# Leichtathletik-Länderkampf der Männer 1938 Deutschland – Polen
| 3. Leichtathletik-Länderkampf mit deutscher Beteiligung 1938 | 3. Leichtathletik-Länderkampf mit deutscher Beteiligung 1938 |               |
| ------------------------------------------------------------ | ------------------------------------------------------------ | ------------- |
|                                                              |                                                              |               |
| Ländervergleich der Männer: Deutschland – Polen              |                                                              |               |
| Austragungsort                                               | Königsberg                                                   |               |
| Wettbewerbe                                                  | 19                                                           |               |
| Datum                                                        | 9./10. Juli 1938                                             |               |
| 1. GER 2. POL                                                | 106 Punkte 073 Punkte                                        |               |
| Chronik                                                      |                                                              |               |
| ← FRA-GER (M)                                                | GER-SUI (M) →                                                | GER-SUI (M) → |

Der dritte Vergleich des Länderkampfjahres 1938 wurde am 9. und 10. Juli im damaligen Königsberg, dem heutigen russischen Kaliningrad, ausgetragen. Es kam dort zum zweiten Aufeinandertreffen mit Polen in einem Leichtathletik-Länderkampf der Männer. Gleichzeitig war es eine von drei Begegnungen an diesem Wochenende, sodass Deutschland drei komplette verschieden besetzte Teams zusammenstellen musste.

## Wettbewerbe und Modus
In dieser Begegnung wurden mit den Rennen über 10.000 Meter und 400 Meter Hürden sowie dem Dreisprung und Hammerwurf vier Wettbewerbe mehr als im Vergleich mit Frankreich ausgetragen. Die Dauer der Veranstaltung umfasste deshalb wie auch im letzten Jahr zwei Tage. Damals war der 200-Meter-Lauf nicht ausgetragen worden. Gewertet wurde in den Einzeldisziplinen wie im Vergleich am Wochenende zuvor gegen Frankreich nach dem üblichen System. In den Staffeln wurden jeweils fünf zu zwei Punkte vergeben.

## Ergebnis
Von den neunzehn Wettbewerben gingen die Rennen über 100, 1500 und 10.000 Meter an die polnischen Athleten, die außerdem den Stabhochsprung und den Weitsprung für sich entscheiden konnten. Deutschland dominierte die restlichen vierzehn Disziplinen und gewann damit am Ende den Länderkampf mit 106 zu 73 Punkten sehr klar.

## Resultate

### 100 m
| Platz | Athlet           | Land | Zeit (s) |
| ----- | ---------------- | ---- | -------- |
| 1     | Bernard Zasłona  | POL  | 10,6     |
| 2     | Erich Borchmeyer | GER  | 10,6     |
| 3     | Erhard Grämer    | GER  | 10,7     |
| 4     | Grzegorz Dunecki | POL  | 10,8     |

Datum: 9. Juli

### 200 m
| Platz | Athlet            | Land | Zeit (s) |
| ----- | ----------------- | ---- | -------- |
| 1     | Erwin Gillmeister | GER  | 22,0     |
| 2     | Martin Fischer    | GER  | 22,0     |
| 3     | Bernard Zasłona   | POL  | 22,4     |
| 4     | Grzegorz Dunecki  | POL  | 22,5     |

Datum: 10. Juli

### 400 m
| Platz | Athlet               | Land | Zeit (s) |
| ----- | -------------------- | ---- | -------- |
| 1     | Karl Rinck           | GER  | 49,2     |
| 2     | Manfred Bues         | GER  | 49,5     |
| 3     | Wacław Gąssowski     | POL  | 49,5     |
| 4     | Kazimierz Drozdowski | POL  | 50,6     |

Datum: 10. Juli

### 800 m
| Platz | Athlet           | Land | Zeit (min) |
| ----- | ---------------- | ---- | ---------- |
| 1     | Rudolf Harbig    | GER  | 1:51,6     |
| 2     | Wacław Gąssowski | POL  | 1:52,6     |
| 3     | Franz Eichberger | GER  | 1:53,0     |
| 4     | Jan Staniszewski | POL  | 1:57,3     |

Datum: 9. Juli

### 1500 m
| Platz | Athlet           | Land | Zeit (min) |
| ----- | ---------------- | ---- | ---------- |
| 1     | Jan Staniszewski | POL  | 3:58,3     |
| 2     | Werner Böttcher  | GER  | 3:58,6     |
| 3     | Wacław Soldan    | POL  | 3:59,4     |
| 4     | Harry Mehlhose   | GER  | 4:01,3     |

Datum: 10. Juli

### 5000 m
| Platz | Athlet          | Land | Zeit (min) |
| ----- | --------------- | ---- | ---------- |
| 1     | Max Syring      | GER  | 14:41,4    |
| 2     | Józef Noji      | POL  | 14:46,5    |
| 3     | Ernst Eberhardt | GER  | 14:48,8    |
| 4     | Marszewski      | POL  | 15:18,8    |

Datum: 9. Juli

### 10.000 m
| Platz | Athlet            | Land | Zeit (min) |
| ----- | ----------------- | ---- | ---------- |
| 1     | Józef Noji        | POL  | 31:17,0    |
| 2     | Max Gebhardt      | GER  | 31:17,4    |
| 3     | Jan Marynowski    | POL  | 31:22,0    |
| 4     | Ferdinand Muschik | GER  | 31:43,6    |

Datum: 10. Juli

### 110 m Hürden
| Platz | Athlet               | Land | Zeit (s) |
| ----- | -------------------- | ---- | -------- |
| 1     | Erwin Wegner         | GER  | 14,8     |
| 2     | Georg Glaw           | GER  | 15,0     |
| 3     | Stanisław Sulikowski | POL  | 15,5     |
| 4     | Władysław Niemiec    | POL  | 26,0     |

Datum: 10. Juli

### 400 m Hürden
| Platz | Athlet               | Land | Zeit (s) |
| ----- | -------------------- | ---- | -------- |
| 1     | Walter Darr          | GER  | 54,7     |
| 2     | Max Mayr             | GER  | 55,5     |
| 3     | Antoni Maszewski     | POL  | 56,5     |
| 4     | Kazimierz Drozdowski | POL  | 58,2     |

Datum: 9. Juli

### 4 × 100 m Staffel
| Platz | Besetzung       | Land                                                            | Zeit (s) |
| ----- | --------------- | --------------------------------------------------------------- | -------- |
| 1     | Deutsches Reich | Erich Borchmeyer Erwin Gillmeister Martin Fischer Erhard Grämer | 41,7     |
| 2     | Polen           | Danowski Bernard Zasłona Grzegorz Dunecki Edward Trojanowski    | 42,0     |

Datum: 9. Juli

### 4 × 400 m Staffel
| Platz | Besetzung       | Land                                                                    | Zeit (min) |
| ----- | --------------- | ----------------------------------------------------------------------- | ---------- |
| 1     | Deutsches Reich | Manfred Bues Karl Rinck Peter Rößler Bert Sumser                        | 3:19,1     |
| 2     | Polen           | Wacław Gąssowski Klemens Biniakowski Tadeusz Śliwak Kazimierz Kucharski | 3:24,2     |

Datum: 10. Juli

### Hochsprung
| Platz | Athlet         | Land | Höhe (m) |
| ----- | -------------- | ---- | -------- |
| 1     | Kurt Augustin  | GER  | 1,85     |
| 2     | Karol Hoffmann | POL  | 1,80     |
| 3     | Walter Häusler | GER  | 1,75     |
| 4     | Witold Gerutto | POL  | 1,75     |

Datum: 10. Juli

### Stabhochsprung
| Platz | Athlet            | Land | Höhe (m) |
| ----- | ----------------- | ---- | -------- |
| 1     | Antoni Morończyk  | POL  | 4,00     |
| 2     | Wolfgang Hartmann | GER  | 3,90     |
| 3     | Josef Haunzwickel | GER  | 3,80     |
| 4     | Wilhelm Schneider | POL  | 3,60     |

Datum: 9. Juli

### Weitsprung
| Platz | Athlet           | Land | Weite (m) |
| ----- | ---------------- | ---- | --------- |
| 1     | Karol Hoffmann   | POL  | 7,22      |
| 2     | Marian Hoffmann  | POL  | 7,05      |
| 3     | Hans Gottschalk  | GER  | 6,92      |
| 4     | Karl Kotratschek | GER  | 6,73      |

Datum: 10. Juli

### Dreisprung
| Platz | Athlet           | Land | Weite (m) |
| ----- | ---------------- | ---- | --------- |
| 1     | Karl Kotratschek | GER  | 14,59     |
| 2     | Karol Hoffmann   | POL  | 14,25     |
| 3     | Edward Luckhaus  | POL  | 14,18     |
| 4     | Heinz Wöllner    | GER  | 13,99     |

Datum: 9. Juli

### Kugelstoßen
| Platz | Athlet            | Land | Weite (m) |
| ----- | ----------------- | ---- | --------- |
| 1     | Hans Woellke      | GER  | 15,95     |
| 2     | Witold Gerutto    | POL  | 15,41     |
| 3     | Carl Ernst Cramer | GER  | 15,23     |
| 4     | Leonid Fiedoruk   | POL  | 14,24     |

Datum: 10. Juli

### Diskuswurf
| Platz | Athlet          | Land | Weite (m) |
| ----- | --------------- | ---- | --------- |
| 1     | Willy Schröder  | GER  | 46,81     |
| 2     | Gerd Hilbrecht  | GER  | 44,52     |
| 3     | Witold Gerutto  | POL  | 43,46     |
| 4     | Leonid Fiedoruk | POL  | 43,07     |

Datum: 9. Juli

### Hammerwurf
| Platz | Athlet            | Land | Weite (m) |
| ----- | ----------------- | ---- | --------- |
| 1     | Karl Storch       | GER  | 54,83     |
| 2     | Oskar Lutz        | GER  | 52,49     |
| 3     | Jerzy Kordas      | POL  | 45,04     |
| 4     | Antoni Węglarczyk | POL  | 44,21     |

Datum: 9. Juli

### Speerwurf
| Platz | Athlet            | Land | Weite (m) |
| ----- | ----------------- | ---- | --------- |
| 1     | Ferdinand Busse   | GER  | 64,50     |
| 2     | Johannes Böder    | GER  | 57,80     |
| 3     | Franciszek Mikrut | POL  | 57,41     |
| 4     | Medard Gburczyk   | POL  | 49,22     |

Datum: 10. Juli